# Iet van Feggelen
Irène Maria Jo Arnoldina (Iet) Koster-van Feggelen (Amsterdam, 20 augustus 1921 – aldaar, 15 juli 2012) was een Nederlands zwemster. Ze was gespecialiseerd in de rugslag en wist in de jaren dertig en veertig elf wereldrecords op haar naam te schrijven. Ze stond tevens aan de bakermat van het "kunstzwemmen" (synchroonzwemmen) in Europa. Na haar zwemcarrière coachte ze het dameszwemteam in de jaren zestig.

## Biografie

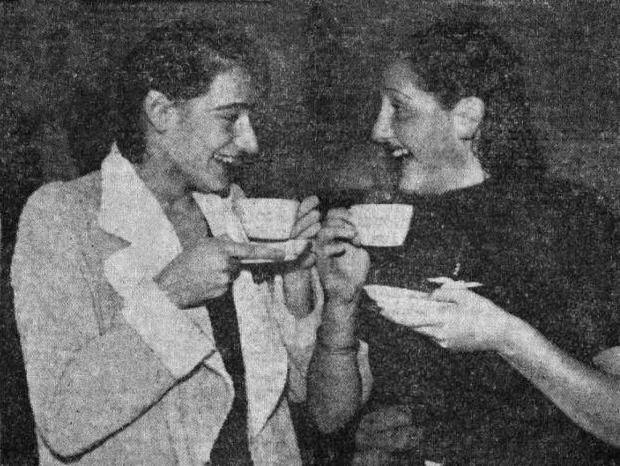
Van Feggelen (rechts) met haar goede vriendin en directe concurrente Cor Kint (1939)

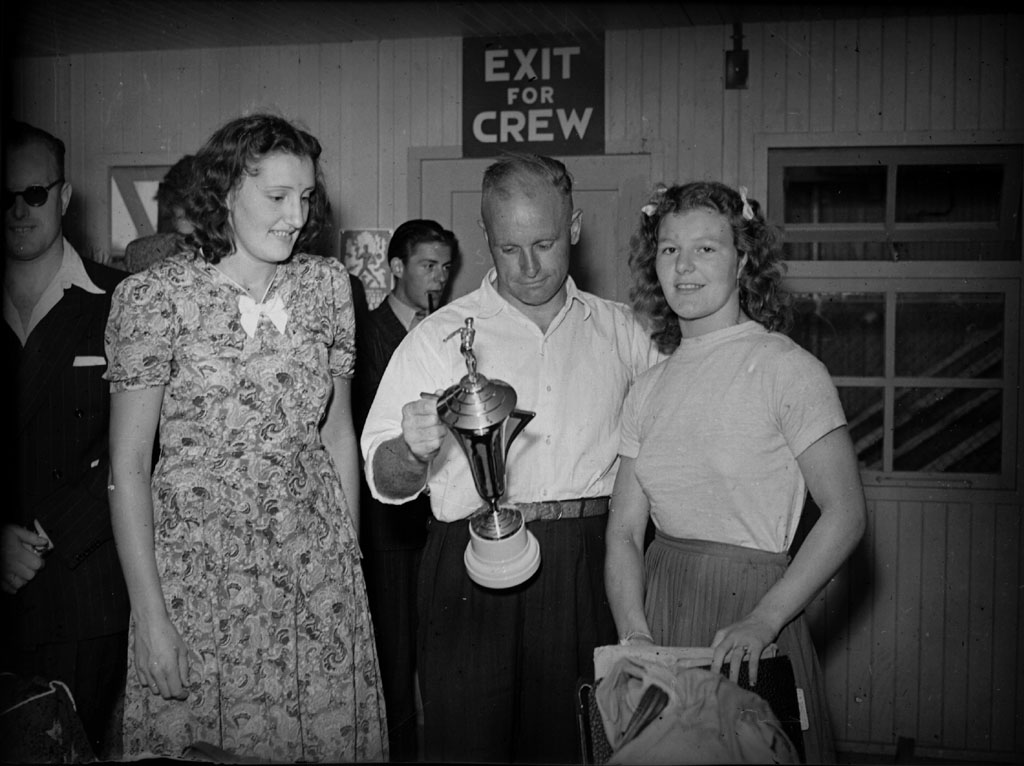
Van Feggelen (links) met Nel van Vliet na een tour door de Verenigde Staten (1947)

Van Feggelen had veel talent laten zien op de rugslag, maar wegens haar jonge leeftijd (nog net 14 jaar) en vanwege het feit dat er een sterke competitie was in Nederland op die discipline werd ze niet geselecteerd voor de Olympische Zomerspelen 1936. De Tweede Wereldoorlog doorkruiste haar carrière (de Spelen van 1940 en 1944 werden afgelast) en Van Feggelen kon zodoende nooit op olympisch niveau meedoen.
Ze zette haar zwemcarrière echter door. Op 13 februari 1938 behaalde ze haar eerste wereldrecord, op de 400 meter rugslag (5.41,4), en kort erna won ze een zilveren medaille op de Europese kampioenschappen zwemmen 1938 op de 100 meter rugslag (1.15,9). Eind 1938 zette ze de wereldrecords op de 100 meter rugslag (3×), de 200 meter rugslag (2×) en de 150 yards rugslag op haar naam. In 1939 kwam daar ook de 100 yards rugslag bij. Tijdens de oorlogsjaren ging ze verder met haar zwemtraining en in de jaren 1941-1943 won ze driemaal op rij het Nederlands kampioenschap op de 100 meter rugslag. In 1944 moest ze verstek laten gaan op het Nederlands kampioenschap, aangezien ze toen net bevallen was van haar oudste zoon. Na de oorlog pakte ze haar carrière weer op en in 1947 behaalde ze de wereldrecords op de 3×100 meter rugslag en de 3×100 yards rugslag. Later dat jaar won ze tevens een bronzen medaille op het EK zwemmen 1947 op de 100 meter rugslag (1.18,0). In 1948, kort na de geboorte van haar tweede zoon, stopte ze met het wedstrijdzwemmen.
Van Feggelen was in eerste instantie lid van de zwemvereniging Het Y, maar stapte in 1939 over naar het nieuw opgerichte De IJsvogels (later omgedoopt in De Meeuwen). Ze trainde voor het grootste deel in het Sportfondsenbad-Oost in Amsterdam.
Toen ze in 1947 met Nel van Vliet een tournee maakte door de Verenigde Staten, kwam ze in aanraking met het synchroonzwemmen (destijds nog "kunstzwemmen" genoemd). Een jaar later werd ze coach van zowel het reguliere zwemteam als van het synchroonzwemteam, het eerste in Europa. Van Feggelen mocht in de jaren zestig diverse malen mee als zwemcoach naar de Olympische Zomerspelen. Tot op hoge leeftijd zwom ze nog regelmatig. Van Feggelen werd in 2009 toegevoegd aan de International Swimming Hall of Fame. Ze overleed in 2012 op  90-jarige leeftijd.

## Privé
Haar ouders waren beiden ook zeer actief in de zwemwereld. Ze was een oudere zus van Ruud van Feggelen (1924-2002), die naam maakte als waterpolospeler en -trainer. Iet van Feggelen trouwde op 29 juli 1943 te Amsterdam met de waterpolotrainer Ko Koster. Samen kreeg het stel drie zonen.

## Erelijst
- Nederlands kampioen: 1941, 1942, 1943.